# Франц Ройсс
Франц Ройсс (нім. Franz Reuss; 17 квітня 1904, Аугсбург — 5 червня 1992, Мюнхен) — німецький офіцер, генерал-майор люфтваффе. Кавалер Лицарського хреста Залізного хреста. 

## Біографія
У березні-квітні 1920 року — доброволець 1-го баварського стрілецького полку, в липні-серпні 1920 року — 41-го єгерського батальйону. 5 квітня 1923 року вступив на службу в баварську поліцію. 1 жовтня 1935 року переведений в сухопутні війська, з 1 січня 1936 року — командир ескадрону 18-го кінного полку. У 1936-38 пройшов підготовку офіцера Генштабу в Академії вермахту в Берліні. 1 серпня 1938 року переведений в люфтваффе, пройшов льотну підготовку. З 1 квітня 1939 року — командир ескадрильї 53-й бомбардувальної ескадри, з 26 липня 1940 року — 3-ї групи 76-ї бомбардувальної ескадри. Під час Французької кампанії 19 червня 1940 року важко поранений. З 15 жовтня 1940 року — інструктор Академії люфтваффе в Берліні-Гатові. З 17 лютого 1941 року — начальник оперативного відділу штабу 5-го повітряного флоту, з 16 квітня 1941 року — 4-го авіакорпусу, одночасно очолював бойову групу в боях в Криму (осінь 1941) і в районі Харкова (травень 1942). З 1 листопада 1942 року — начальник штабу 2-го авіапольового корпусу. З 29 серпня 1943 року — командир 4-ї авіадивізії, на чолі якої боровся проти радянських військ, а потім — на Заході. 5 квітня 1945 року взятий в полон англо-американськими військами. 17 січня 1947 року звільнений.

## Звання
- Стрілець (24 квітня 1920)
- Лейтенант поліції (1 червня 1925)
- Обер-лейтенант (1 січня 1929)
- Гауптман поліції (1 січня 1935)
- Ротмістр (1 жовтня 1935)
- Майор (1 квітня 1939)
- Оберст-лейтенант Генштабу (1 квітня 1941)
- Оберст Генштабу (1 грудня 1942)
- Генерал-майор (1 січня 1944)

## Нагороди
- Нагрудний знак пілота
- Медаль «За вислугу років у Вермахті» 4-го, 3-го і 2-го класу (28 років)
- Залізний хрест 2-го і 1-го класу
- Нагрудний знак «За поранення» в чорному
- Німецький хрест в золоті (7 вересня 1942)
- Лицарський хрест Залізного хреста (18 липня 1944)